# 浪漫追星社
《浪漫追星社》是柏原麻實創作的校園戀愛類型日本漫畫。漫畫於講談社的《月刊Afternoon》連載。單行本全10卷。一般簡稱或。

## 劇情簡介
主角大八木朔，搬回童年時生活過的小鎮，並且希望能可以有個沉穩而又平靜的生活。但是，卻遇上了幼時玩伴——明野美星，並把他硬拉進天文部，於是天文部一段浪漫觀星故事就這樣開始了。

## 登場人物
※以下名字的中文翻譯以本作之中文翻譯本為準

### 蒼榮高中

#### 天文社
大八木朔（聲：前野智昭（幼年：早見沙織））
本作品的主角。苍荣高中一年级生。父親隻身在外地工作， 因此跟母親兩人在小杉野市生活。長相斯文，戴著一副眼鏡，個性溫和有禮。文學、讀書是他的嗜好。他跟美星是一對青梅竹馬，暱稱美星為「小美（みーちゃん）」，在幼時就常被美星拖到戶外活動，某次夜晚因為試圖救從樹上摔落的美星而造成手臂骨折。之後由於美星都不來探望他而對她相當不滿；直到重回原地上高中後才知道原來當時美星也受傷而消除誤會，重修舊好。因為美星時常跑來班上找他，因此被同學誤會兩人是在「交往」。後來接替美星成為天文部第三代部長。「朔」一名取自日本作家萩原朔太郎，因父母為其愛好者。
明野美星（聲：伊藤加奈惠）
本作品女主角。苍荣高中二年级生。非常喜歡星星，在升上二年級後提議將原來的地球科學社改為天文社，為了能招收天文社成員，在學校頂樓灑星星宣傳。常常因關於星星的事情而出現暴走的情況。個性天真單純且直率，有時則有點傻，時常有脫序的行為，不過所有的行為都沒有惡意。對朔非常執著，暱稱朔為「小朔（朔ちゃん）」，也會因為朔的行為而影響心情，雖一直把朔視為朋友，但後來也慢慢地了解自己對朔的心意。把學生會長文江視為敵人，但其實僅限於文江對天文社找碴時，大部分時期都將她視為朋友，暱稱文江為「阿文」。對星空異常熟悉，可說是人肉星圖。升上三年級後，接替路萬成為了第二代天文部部長。名稱疑似取自星空保育區岡山縣西南部的美星町（2005年併入井原市）。
矢来小夜（聲：早見沙織）
苍荣高中二年级生，美星的同學，從小學開始即為好朋友。受到美星的影響，也喜歡星星。升上三年級後，成為了第二代天文部副部長
蒔田姬（聲：戶松遥）
苍荣高中一年级生，朔的同班同學。對朔有強烈的好感。頭髪會自然捲起來，在小學時被大家稱為「爆炸頭」，但到高中已經擺脫這個綽號。視美星為情敵並稱她為「老女人」。因美星的邀請和對朔的好感而加入天文社，並在過程中喜歡上了星空。後成為天文社第三代副社長。
江戶川正志（聲：高木礼子）
苍荣高中一年级生，朔的同班同學，參加攝影社。喜歡年長的女生，受到小夜的美貌所吸引，所以幾乎常常出現天文部的活動中，並協助提供相機給天文社。後來成為攝影社副社長。
路萬健康（聲：間島淳司）
苍荣高中三年级生。第一代天文社社長。身體非常虛弱。與近江皆參加過科學館的天文社團，畢業後升上大學成為了近江的戀人。
日佐壁笑
苍荣高中普通科一年级生，朔升上二年級時新入的部員。受其哥哥喜一影響，對礦物和石頭等極為執著。原想加入蒼榮的地球科學社(天文社的前身)，後來在美星的邀約下加入天文社，並逐漸喜歡上星空。
藤村春樹
苍荣高中普通科一年级生，朔升上二年級時新入的部員，在攝影比賽中靠天文攝影的相片得到第一名。
草間望（聲：松風雅也）
天文部顧問同時也是世界史教師，朔的班主任。在美星的父親明野一臣邀請下加入大學的天文社，與美星、小夜是舊識，是美星除了朔和小夜外另一個互動密切的人，對美星各種脫序舉動絲毫不以為意。長年在國外到處移動。
師岡伸二
文藝社的顧問、天文社的副顧問。一位會笑著把事情當作沒發生的人。

#### 學生會
琴塚文江（聲：小清水亞美）
苍荣高中二年级生。因太完美而連續擔任兩屆學生會長，同時也是文藝部的部員，極具人望。跟美星從小五到國中都同班，但因為美星的各種脫序行為而把她當作敵人，但某種程度上也視美星為朋友，始終認為天文社是問題社團。對朔有好感。個性嚴謹正經。
原口（聲：寺島拓篤）
苍荣高中二年级生。學生會書記，因文江過於能幹且嚴厲而吃足苦頭。
森葵
原學生會會計，後接任文江成為學生會長
櫻千家百合子
與森葵搭配的副會長

#### 朔的同班同學（原A1-2班）
安達

高梨由佳理（聲：淵上舞）

的場洋子（聲：壽美菜子）

西本春彥

瀨川勇二（聲：小田久史）
和愛子是戀人。
和下愛子（聲：豐崎愛生）
手工藝社社員，擅長裁縫。和勇二是戀人。
真由（聲：淵上舞）
姬的朋友，常常提供一些戀愛策略，極為支持姬的感情並不斷為她製造機會。
繪美里（聲：壽美菜子）

### 縣內高中天文聯盟

#### 野木城高中
近江步（聲：澤城美雪）
野木城高中三年級生。天文部部長。與路萬皆參加過科學館的天文社團，畢業後升上大學成為了路万的戀人。
櫻川（聲：伊瀬茉莉也）
野木城高中三年級生。天文副部長。
武佐（聲：小野大輔）
輕音社社員。不過經常出現在天文部活動。因為奇怪的行為被姬所討厭。
米原（聲：悠木碧）
野木城高中一年級生，被稱為暖暖子。
八幡清美（聲：壽美菜子）
野木城高中一年級生，於升上三年級後接替宮前成為新部長。
八日市要（聲：丹沢晃之）
野木城高中一年級生，升上三年級後與八幡搭檔的副部長。
京（聲：吉開清人）
野木城高中一年級生
宮前（聲：淵上舞）
野木城高中二年級生，接替近江的新部長。
市邊（聲：小田久史）
野木城高中二年級生，與宮前搭檔的副部長。
堀森忠夫（聲：宮澤正）
野木城高中天文部顧問。

#### 高見女子學校
川村秋菜（聲：高本惠）
高見女校三年級生，天文部員。
三波佐佑理（聲：高垣彩陽）
高見女校三年級生，天文部員。
杏雪繪（聲：花澤香菜）
高見女校二年級生，升上三年級後成為新部長。
白鳥翔子
高見女校一年級生，升上三年級後接替杏成為新部長
磯山百合子
高見女校一年級生，升上三年級後與白鳥搭檔的副部長。
佐佐木綾香
高見女校一年級生，於杏接任部長後新入的天文部員。
小松望美
酒井輝子（聲：齋賀光希）
高見女校天文部顧問。

### 其他人物
大八木華彫（聲：高木礼子）
朔的母親。很喜歡美星，也暱稱她為「小美（みーちゃん）」。
明野一臣（聲：吉開清人）
已離世，美星的父親，教導美星看星星的偉大人物。在朔跟美星小時候時，帶他們去天文館看星空。是一位大學教授，是望的恩師，在大學的天文學會擔任顧問。
值得一提的是，參與通宵觀星活動後，因為體力透支導致車禍，是天文愛好者意外離世的主要原因。明野一臣的家庭背景和遭遇，與中國已故彗星獵人周興明幾乎完全一樣。
蒔田美妃（聲：高垣彩陽）
姬的姐姐。把自己的妹妹(姬)的頭髮當作溼度計（分三個等級）。
羽鳥晴子（聲：豐原里美）
兒童宇宙科學博物館的職員，天文館的解說人員。美星和小夜與她是舊識。對草間老師有好感。交友圈似乎極廣。
江戶川美久（聲：金元壽子）
正志的妹妹。有點討厭哥哥喜歡成熟美女，時常覺得哥哥很丟臉，但在攝影比賽看到哥哥的表現後開始改變想法。
江戶川禮奈
正志的妹妹。兒時很喜歡黏著哥哥，不過現在似乎不再了。
吉成
蒼榮高中一年級生，文藝部成員。與朔十分要好。
和泉
高遠美和子
朔在國中的同班同學，也是轉學生，於朔去寒訓時重逢。因為朔的鼓勵而變得容易與人來往。對星星也有興趣，後來在她的學校創立天文社。
日佐壁喜一
日佐壁 笑的哥哥，引導笑學習有關礦物和石頭的一切，笑似乎非常崇拜他。
真下正義
蒼榮高中三年級生，攝影社社長。
堤繪里
蒼榮高中三年級生，第38屆校慶執行委員長。
矢田照巳
蒼榮高中三年級生，第38屆校慶執行副委員長。
知花櫻
蒼榮高中二年級生，第39屆校慶執行委員長。
成田育男
蒼榮高中二年級生，第39屆校慶執行副委員長。
藤村節子
春樹的媽媽。
藤村秋子
藤村家長女，春樹的姐姐。
藤村小冬
藤村家次女，春樹的姐姐。
藤村千夏
藤村家三女，春樹的姐姐。

## 主要舞台
蒼榮高中
朔和美星一起就讀的高中。有很多積極的學生，且文化祭非常令人興奮。
小杉野市兒童天文科學館
在天文館，由晴子帶大家解説天文館內。館內設置了20釐米反射式的天文望遠鏡。
埼玉市青少年科學館為範本。
蒼流荘
蒼榮高中所有的合宿所，位在湖泊的東北方，養老兼具時尚度假風建築。
文藝部也在此合宿。
蒼流館
蒼榮高中擁有的合宿所。位於蒼流荘的旁邊。
老舊的木造建築，幾乎是一片廢墟。
壽滿寺
小夜的老家。門牌幾乎已經無法讀取，可能是「壽滿寺（じゅまんじ）」。
社區通常是當作集會所，也當作夏天的廣播體操場
儘管是聖誕節也會拿來當活動場地
野木城高中
縣內高中天文聯盟的總部，在此做天文觀測。
在鏡學校頂樓，放置20cm折射望遠鏡觀察星空。
駿台學園 （页面存档备份，存于）為範本。
i☆POP
家庭餐館。蒼榮高中天文部全體成員為了賺取能夠買一副天文望遠鏡的錢在這裡打工。
西蒙
天文用品專賣店。蒼榮高中天文部買天文望遠鏡的地方。該店老闆為北落先生。

## 出版書籍
| 冊數 | 講談社         | 講談社                                                  | 長鴻出版社     | 長鴻出版社        | 東立出版集團   | 東立出版集團           |
| 冊數 | 發售日期       | ISBN                                                    | 發售日期       | EAN               | 發售日期       | ISBN                   |
| ---- | -------------- | ------------------------------------------------------- | -------------- | ----------------- | -------------- | ---------------------- |
| 1    | 2006年6月23日  | ISBN 4-06-314417-8                                      | 2007年5月22日  | EAN 4710765214722 | 2007年8月10日  | ISBN 978-962-955-447-7 |
| 2    | 2006年12月22日 | ISBN 4-06-314439-9                                      | 2007年6月15日  | EAN 4710765214753 | 2007年8月20日  | ISBN 978-962-955-468-2 |
| 3    | 2007年7月23日  | ISBN 4-06-314461-5                                      | 2007年10月24日 | EAN 4710765217945 | 2008年3月10日  | ISBN 978-962-955-530-6 |
| 4    | 2008年3月21日  | ISBN 978-4-06-314495-6                                  | 2010年5月14日  | EAN 4713469351649 | 2008年12月30日 | ISBN 978-962-955-601-3 |
| 5    | 2008年9月22日  | ISBN 978-4-06-314528-1                                  | 2010年6月19日  | EAN 4713469352851 | 2009年4月10日  | ISBN 978-962-955-636-5 |
| 6    | 2009年4月23日  | ISBN 978-4-06-314560-1                                  | 2010年8月17日  | EAN 4713469353490 | 2010年1月20日  | ISBN 978-962-955-711-9 |
| 7    | 2009年11月20日 | ISBN 978-4-06-310607-7                                  | 2010年10月27日 | EAN 4713469355159 | 2010年7月30日  | ISBN 978-962-955-770-6 |
| 8    | 2010年7月23日  | ISBN 978-4-06-310679-4                                  | 2011年2月19日  | EAN 4713469356378 | 2010年12月30日 | ISBN 978-962-955-814-7 |
| 9    | 2011年3月23日  | ISBN 978-4-06-310737-1                                  | 2011年7月6日   | EAN 4716814192010 | 2011年11月10日 | ISBN 978-962-955-917-5 |
| 10   | 2011年9月23日  | ISBN 978-4-06-310777-7 ISBN 978-4-06-362194-5（限定版） | 2012年3月5日   | EAN 4716814195684 | （未出版）     |                        |

### 相關書籍
- 月刊星ナビ （页面存档备份，存于）：在2009年6月號 （页面存档备份，存于），罕有地以專題文章介紹動畫的製作過程，在同年的10月號 （页面存档备份，存于）更設有特別專欄，介紹秋季的星空。
- ：由原作者親自撰寫的天文觀察入門書籍。

2009年8月20日發售、ISBN 978-4-06-364783-9

## 電視動畫
2009年7月起，於AT-X和独立UHF各局播放。部分電視台以全高清播出。全12話。但除了埼玉電視台之外其他的電視台統一於7月7日（七夕）播放。
在片頭曲跟片尾曲之中，每個演員跟製作人員的姓名後有星座圖示。

### 製作人員
- 監督、腳本：高松信司
- 人物設定、總作畫監督：
- 美術監督：根本邦明
- 美術設計：谷内優穂
- 顏色協調：海鋒重信
- 攝影監督：斉藤仁
- 音響監督：岩浪美和
- 音樂：CooRie、大久保薫
- 製片人：古家知加子、田村洋一郎、山崎明日香、小谷哲子、櫻井優香
- 動畫製作：STUDIO COMET
- 製作：蒼榮高校天文部
（Marvelous Entertainment、新力影業、AT-X、PONY CANYON、Lantis）

### 主題曲
片頭曲「Super Noisy Nova」
作詞：畑亞貴；作曲：rino；編曲：虹音；歌：sphere
片尾曲（第1話、第2-3話<春>、第5-6話<夏>、第7-8話<秋>、第10-11話<冬>）
作詞、作曲：rino；編曲：大久保薰；歌：CooRie
片尾曲（第4話）
作詞、作曲：rino；編曲：大久保薰；歌：CooRie
插曲（第9話）
作詞、作曲：rino；編曲：大久保薰；歌：CooRie

### 各話標題
| 話數   | 日文標題 | 中文標題         | 分鏡            | 演出       | 作畫監督        |
| ------ | -------- | ---------------- | --------------- | ---------- | --------------- |
| 第1話  |          | 歡迎加入天文部!  | 高松信司        | 吉村愛     | 原由美子        |
| 第2話  |          | First Star       | 山本裕介        | 津田尚克   | 小泉初栄        |
| 第3話  |          | Plantarium       | 岡村正弘        | 岡村正弘   | 川島尚          |
| 第4話  |          | 直到黎明         | 富澤信雄        | 小山田桂子 | 宍戶久美子      |
| 第5話  |          | 言語之星         | 大脊戶聰        | 大脊戶聰   | 梶浦紳一郎      |
| 第6話  |          | 請多指教         | 吉村愛          | 吉村愛     | 原由美子        |
| 第7話  |          | 月亮與桂花       | 森脇真琴        | 森脇真琴   | 湯川純 小田真弓 |
| 第8話  |          | Iluminate Ground | 山本天志        | 津田尚克   | 小泉初栄        |
| 第9話  |          | 高中天文網路     | 岡村正弘        | 岡村正弘   | 川島尚          |
| 第10話 |          | 一起             | 富沢信雄        | 小山田桂子 | 宍戶久美子      |
| 第11話 |          | 那像白雪般的     | 大脊戸聡        | 大脊戸聡   | 梶浦紳一郎      |
| 第12話 |          | 星空 Loop        | 吉村愛 高松信司 | 吉村愛     | 原由美子        |

DVD影像特典（電視未播放集數）
| 收錄  | 標題 | 分鏡     | 演出     | 作畫監督   |
| ----- | ---- | -------- | -------- | ---------- |
| Vol.1 |      | 高松信司 | 高松信司 | 渡辺はじめ |
| Vol.3 |      | 高松信司 | 高松信司 | 渡辺はじめ |
| Vol.5 |      | 高松信司 | 高松信司 | 渡辺はじめ |

### 播放電視台
日本深夜動畫：下文記載的日本国内播放時間使用日本標準時間（UTC+9）表示。因為部分時間标识會採用30小时制，因此請留意这类超过24:00的时间，其實際播放時間為翌日清晨。
| 放送地區 | 電視台     | 播放期間                | 播放時間                              | 播放系列   | 備註                                    |
| -------- | ---------- | ----------------------- | ------------------------------------- | ---------- | --------------------------------------- |
| 日本全國 | AT-X       | 2009年7月7日 - 9月22日  | 星期二 10時30分 - 11時00分 （有重播） | CS頻道     | 製作台                                  |
| 千葉縣   | 千葉電視台 | 2009年7月7日 - 9月22日  | 星期二 25時00分 - 25時30分            | 獨立UHF局  |                                         |
| 愛知縣   | 愛知電視台 | 2009年7月7日 - 9月22日  | 星期二 25時58分 - 26時28分            | 東京電視網 | 全高清播出 實際上從26時00分00秒開始播放 |
| 東京都   | TOKYO MX   | 2009年7月7日 - 9月22日  | 星期二 26時00分 - 26時30分            | 獨立UHF局  | 全高清播出 同局製作的情報節目有宣傳     |
| 兵庫縣   | SUN電視台  | 2009年7月7日 - 9月22日  | 星期二 26時10分 - 26時40分            | 獨立UHF局  |                                         |
| 埼玉縣   | 埼玉電視台 | 2009年7月11日 - 9月26日 | 星期六 25時30分 - 26時00分            | 獨立UHF局  |                                         |

## 相關商品

### DVD
- 製造商：波麗佳音
- 發售商：Marvelous娛樂
- 販售商：Sony Pictures Entertainment Japan

| 卷數  | 發售日期       | 產品編號                                  | 收錄集數                  |
| ----- | -------------- | ----------------------------------------- | ------------------------- |
| Vol.1 | 2009年9月2日   | 初回限定版：MJBD-70836 通常版：MJBD-70811 | 第1話／第2話 DVD原創動畫  |
| Vol.2 | 2009年9月25日  | 初回限定版：MJBD-70837 通常版：MJBD-70812 | 第3話／第4話              |
| Vol.3 | 2009年10月21日 | 初回限定版：MJBD-70838 通常版：MJBD-70813 | 第5話／第6話 DVD原創動畫  |
| Vol.4 | 2009年11月25日 | 初回限定版：MJBD-70839 通常版：MJBD-70814 | 第7話／第8話              |
| Vol.5 | 2009年12月16日 | 初回限定版：MJBD-70840 通常版：MJBD-70815 | 第9話／第10話 DVD原創動畫 |
| Vol.6 | 2010年1月20日  | 初回限定版：MJBD-70841 通常版：MJBD-70816 | 第11話／第12話            |

- Vol.1、Vol.3、Vol.5 的DVD原創動畫，收錄於各初回限定版之中。

### BD-BOX
2010年9月29日發售 (MJBD-40049)。包含電視動畫全12話加上DVD初回限定版收錄的OVA全3話。

### 原聲CD
- 發售商：Lantis（Glory Heaven、Mellow Head）
- 販售商：Sony Music Marketing、NBC環球娛樂

| 標題                                                      | 創作者 | 發售日期      |
| --------------------------------------------------------- | --- | ------------- |
| Super Noisy Nova                                          | Sphere | 2009年7月29日 |
| 星屑のサラウンド                                          | CooRie | 2009年8月26日 |
| 宙のまにまに キャラクターソング&挿入歌集 星空とハルモニア | 大八木朔（前野智昭）、明野美星（伊藤かな惠）、 蒔田姫（戸松遥）、矢来小夜（早見沙織）、 江戸川正志（高木礼子）、路万健康（間島淳司）、 琴塚文江（小清水亜美）、CooRie | 2009年9月30日 |
| 宙のまにまに オリジナルサウンドトラック                   | CooRie | 2009年10月7日 |

## 科學考察
作者柏原麻實本人也是天文愛好者。本作出現的天文知識和天象，有高度的正確性，在ACG作品中實屬罕見。例如所有星座都是按真實繪製的，而且位置準確。銀河華麗地重現等等。
出現的星座與季節吻合。OP中，當眾人身穿夏裝，分鏡出現的是天蠍座等夏季星座，還有夏季銀河。當眾人穿上厚衣，他們看到的是獵戶座和大犬座等冬季星座。
幾乎每一話(動畫)都有天文教學情節，例如第一話就教了用雙筒望遠鏡投影太陽影像，第二話有辨認春季星座的情節，第三話的天文問答比賽就出現了仙后座的星座連線，到了第四話就教了天文攝影的基礎方法固定攝影。這些全都是現實中天文愛好者會用到的技巧，絕非虛構。
另外，在手電筒前套上紅布，這些都是真實存在的觀星禮儀。到郊外觀星要慎防蚊蟲，觀星期間遇上壞天氣，這些全都是經驗之談。
第三話美星因為看不到星，導致情緒低落，都是天文愛好者的通病。

### 天文知識
以下列出各卷(漫畫)內容所提過的天文(和少數地質)的相關知識
第一卷
- 雙筒望遠鏡的黑子觀測：利用望遠鏡將太陽投影到另一端的紙板上，以記錄太陽黑子的狀況。
- 金星
- 春季星座的辨認：春季大曲線、春季大鑽石(內含春季大三角)。
- 夏季星座的提及：天蠍座、人馬座。

附錄則有春季各星座。
第二卷
- 夏季星座的辨認：夏季大三角，天鵝座、天琴座、天鷹座，以及其他夏季星座。
- 星空的運動：以1小時15度並以天極為中心成圓弧狀移動。
- 南十字星

附錄則有夏季各星座。
第三卷
- 天文學的詞源：由星星(ástron)、安排、調節(nómos)和分配(némō)組成[4]，在本作中則敘述：由給予星星意義的 astron 及給予命名的 nemein 組成。
- 輦道增七：天鵝座β星，雙星。
- 赤道儀：可自行追蹤星體的儀器。
- 觀測夜空的亮度：在特定星星所包圍的天空中，計算可以看清多少星星，以得知當地所受光害的影響。觀測條件包含：沒有月光時、時間接近凌晨時及指定區域較高時。
- 秋季星座的辨認：秋季四邊形、仙王座、仙后座、仙女座、英仙座、飛馬座、鯨魚座，以及其他秋季星座。
- 梅西耶天體：如M31、M33、M52。

附錄則有秋季各星座。
第四卷
- 獅子座流星雨，極大期位於11月中旬。
- 天貓座(本作中寫山貓座)
- 水星凌日
- 雙子座流星雨，極大期位於12/13~12/14。
- 北十字星(即天鵝座)。

附錄則有冬季各星座。
第五卷
- 冬季星座的辨認：冬季大三角、冬季六邊形。
- M45昴宿星團：疏散星團、M35：疏散星團。
- 土星
- 目鏡
- 老人星：船底座α星。
- 玻璃片的太陽觀測：用火烤玻璃片到焦掉，即可用來觀測太陽。
- 礦物和岩石：橄欖石、石英、白雲母、白鎢礦、鉻雲母……
- 礦物顏色確認：在低溫燒成的陶板上用礦物磨出來的粉末可用來確認礦物的顏色。
- 望遠鏡的口徑和倍率。
- 望遠鏡種類的介紹：折射望遠鏡、反射望遠鏡、折反射望遠鏡。
- 彗星的來源及構成。
- 海爾-博普彗星

附錄則有南天球的星座
第六卷
- 望遠鏡的鏡片研磨[5][6]
- 電波望遠鏡：本作中出現的是野邊山宇宙電波觀測所。

第七卷
- 與神話人物海克力士有關的星座：天龍座、長蛇座、巨蟹座、獅子座、武仙座。
- 獵戶座流星雨：極大期位於10/21~10/22。
- 流星雨的觀測方式：計數觀測(單純計算出現的流星數量)；描繪觀測(將流星路線畫於星座圖上)；收音機觀測(接收流星反射的收音機電波)。
- 石英

第八卷
- 秋季星座辨認(相對於日本本州較難看到的南天星座)：鳳凰座、天鶴座。
- 綠閃光

第九卷
- 火星
- 尋找小行星：冬天較適合(彗星則於黃昏和凌晨較容易發現)，隔一段時間拍攝兩張相同視野的星空照片作比對，藉由小行星在天球上的動作與恆星不同的特性去尋找。
- 發現新天體時的作法：

1. 先確認是否真的是新天體以及該天體真的沒有其他發現者。
2. 通知天文台，並附上發現時刻、天體位置、亮度，若能確認其運動狀態則說明自己使用的器材和測量位置的方法。

- 流星痕：流星通過時留下的物質，會殘留數秒至數分。
- 象限儀座流星雨，極大期位於1/3~1/4。
- 暗星雲

第十卷
- 水星
- 梅西爾馬拉松
- 赤道座標系統：廣泛使用的一種天球座標系統

※待補充

### 天文部器材
本作出現的器材，全都是根據實物繪製，是現實中不少天文愛好者的標準裝備。
- 雙筒望遠鏡: VIXEN Ascot ZR7×50WP（7倍50mm口徑，這種規格的雙筒望遠鏡，曾被廣泛認為是入門必備的器材，觀星三寶之一。）
- 旋轉星圖: 在日本被稱為「星座早見」[7]，另一入門必備的器材，觀星三寶之二。
- 紅光手電筒: 臨時套上紅色布料，觀星必備的器材，觀星三寶之三。
- 星圖: 標準星圖，實物為地人書館出版的的《標準星圖2000》[8]，在日本天文愛好者間廣泛流傳。
- 照相機: 「Nihon」 FM3A單鏡反光機，實際上是從攝影部借來的。影射尼康（Nikon）的同型號相機。

### 贊助商、協力
- VIXEN：現實中存在的望遠鏡生產商，在日本國內市場佔有率達60%。天文部的器材全都是VIXEN產品，例如美星手中的雙筒望遠鏡，就是現實中真實存在的產品，型號為Ascot ZR7×50WP[9]。
- ：現實中真存在的天文雜誌，天文部的讀物，幾乎每一話都會出現這本雜誌[10]。而現實中的曾為這部作品的改編動畫宣傳，例如在2009年7月7日的專稿。[11]
- ASCII：角川集團旗下的資訊科技出版公司，全力支援星空的準確重現。
- 日本國際天文年委員會。[12]

## 外部連結
- 講談社裡本作介紹（日語）
- 動畫官網 （页面存档备份，存于）（日語）